# Wolfach
Wolfach è una città tedesca di 5 688 abitanti, situata nel land del Baden-Württemberg.